# Pteronemobius picinus
Pteronemobius picinus är en insektsart som först beskrevs av Walker, F. 1869.  Pteronemobius picinus ingår i släktet Pteronemobius och familjen syrsor. Inga underarter finns listade i Catalogue of Life.